# Oybek Abdugafforov
Oybek Abdugafforov (tiếng Nga: Ойбеk Abdugafforov sinh ngày 30 tháng 3 năm 1995) là một cầu thủ bóng đá Tajikistan hiện tại thi đấu cho Istiklol và Đội tuyển bóng đá quốc gia Tajikistan.

## Sự nghiệp

### Câu lạc bộ
Vào tháng 8 năm 2017, Abdugafforov ký hợp đồng với FC Istiklol.

### Quốc tế
Abdugafforov được lựa chọn thi đấu ở Commonwealth of Independent States Cup 2015 trong đội hình của Đội tuyển bóng đá U-21 quốc gia Tajikistan
Abdugafforov ra mắt trong trận giao hữu trước Syria tưởng niệm 20 năm độc lập của Tajikistan, với lần ra mắt thứ hai là trước Palestine.

## Thống kê sự nghiệp

### Câu lạc bộ
Tính đến trận đấu diễn ra ngày 27 tháng 11 năm 2017
| Câu lạc bộ          | Mùa giải            | Giải vô địch                             | Giải vô địch | Giải vô địch | Cúp Quốc gia | Cúp Quốc gia | Châu lục | Châu lục  | Khác    | Khác      | Tổng    | Tổng      |
| Câu lạc bộ          | Mùa giải            | Hạng đấu                                 | Số trận      | Bàn thắng    | Số trận      | Bàn thắng    | Số trận  | Bàn thắng | Số trận | Bàn thắng | Số trận | Bàn thắng |
| ------------------- | ------------------- | ---------------------------------------- | ------------ | ------------ | ------------ | ------------ | -------- | --------- | ------- | --------- | ------- | --------- |
| Istiklol            | 2017                | Giải bóng đá vô địch quốc gia Tajikistan | 4            | 0            | 3            | 1            | 0        | 0         | 0       | 0         | 7       | 1         |
| Tổng cộng sự nghiệp | Tổng cộng sự nghiệp | Tổng cộng sự nghiệp                      | 4            | 0            | 3            | 1            | 0        | 0         | 0       | 0         | 7       | 1         |

### Quốc tế
| Đội tuyển quốc gia Tajikistan | Đội tuyển quốc gia Tajikistan | Đội tuyển quốc gia Tajikistan |
| Năm                           | Số trận                       | Bàn thắng                     |
| ----------------------------- | ----------------------------- | ----------------------------- |
| 2016                          | 2                             | 0                             |
| 2017                          | 1                             | 0                             |
| Tổng                          | 3                             | 0                             |

Thống kê chính xác đến trận đấu diễn ra ngày 23 tháng 3 năm 2017